# Ioan Moga
Ioan Moga (* 18. Juni 1979 in Făgăraș, Rumänien) ist ein rumänischer orthodoxer Theologe und seit 2021 assoziierter Professor an der Katholisch-Theologischen Fakultät der Universität Wien.

## Leben und Werdegang
Ioan Moga verbrachte seine Kindheit und Jugend in Rumänien. Von 2000 bis 2004 studierte er orthodoxe Theologie an der Universität München (Diplom-Theologe). Es folgte die Promotion im Fach Systematische Theologie bei Athanasios Vletsis in München (2009: Dr. theol., Dissertationstitel: "Kirche als Braut Christi zwischen Kreuz und Parusie. Die Ekklesiologie Hans Urs von Balthasars aus orthodoxer Sicht"). Zwischen 2004 und 2010 war er wissenschaftlicher Mitarbeiter an der Ausbildungseinrichtung für Orthodoxe Theologie der Universität München, bei Theodor Nikolaou und Athanasios Vletsis. 2010 wechselte zur Universität Wien, wo er zwischen 2010 und 2016 als Univ.-Assistent post doc beim Institut bzw. Lehrstuhl für Ostkirchenkunde der Katholisch-Theologischen Fakultät arbeitete (Rudolf Prokschi).
2017 wurde er im Zuge des Ausschreibungsverfahrens für die Tenure-Track Stelle für "Orthodoxe Theologie - Systematische Theologie" an derselben Fakultät zum Assistenzprofessor ernannt. Die Qualifizierungs- und Evaluierungsperiode dauerte zwischen 2017 und 2021 und wurde erfolgreich abgeschlossen. In der Zwischenzeit habilitierte er im Fach "Theologie und Geschichte des christlichen Ostens" mit einer Arbeit über „Orthodoxe Selbst- und Fremdbilder. Identitätsdiskurse der rumänischen orthodoxen Theologie im Verhältnis zur Römisch-Katholischen Kirche in der Zeit von 1875 bis 1989“ (Erteilung der Lehrbefugnis: 2020).
Seit 1. Juni 2021 ist er assoziierter Professor für Orthodoxe Theologie an der Katholisch-Theologischen Fakultät der Universität Wien und gehört – als erster orthodoxer Theologe in der Geschichte der Universität Wien – zur Personengruppe der Professoren. Moga koordiniert u. a. den orthodoxen Schwerpunkt des Masters Religionspädagogik an der Universität Wien. Seine Forschungsschwerpunkte sind: Ekklesiologie, Trinitätstheologie, Theologiegeschichte des orthodox-katholischen Dialogs im 20. Jahrhundert, Ökumene und Antiökumenismus; Hans Urs von Balthasar, Dumitru Stăniloae.
Moga ist seit 2003 verheiratet und Vater von vier Kindern.
Seit 2005 ist Moga Priester der Rumänischen Orthodoxen Kirche.

## Schriften (Auswahl)
- Orthodoxe Theologie und die anthropologische Herausforderung der Neurowissenschaften. Beiträge zum Dialog. Hamburg 2006, ISBN 3-8300-2412-6.
- Kirche als Braut Christi zwischen Kreuz und Parusie. Die Ekklesiologie Hans Urs von Balthasars aus orthodoxer Sicht. Münster 2010, ISBN 978-3-643-10444-1.
- Sfânta Treime, între Apus şi Răsărit. Despre Filioque şi alte dileme teologice. Cluj-Napoca 2012, ISBN 973-757-658-6. (academia.edu)
- Orthodoxe Selbst- und Fremdbilder. Identitätsdiskurse der rumänischen orthodoxen Theologie im Verhältnis zur Römisch-Katholischen Kirche in der Zeit von 1875 bis 1989. Göttingen 2020, ISBN 3-8471-1190-6. (vandenhoeck-ruprecht-verlage.com)
- Zusammen mit Regina Augustin (Hrsg.): Wesen und Grenzen der Kirche. Beiträge des Zweiten Ekklesiologischen Kolloquiums, Pro Oriente Band XXXIX, Innsbruck-Wien 2015, ISBN 3-7022-3497-7. (tyroliaverlag.at)
- Zusammen mit Michaela Hastetter, Christoph Ohly (Hrsg.): Symphonie des Wortes. Beiträge zur Offenbarungskonstitution "Dei Verbum" im katholisch-orthodoxen Dialog. Festgabe des Neuen Schülerkreises zum 85. Geburtstag von Joseph Ratzinger / Papst Benedikt XVI., Eos Verlag: St. Ottilien 2012, ISBN 978-3-8306-7541-9. (deutsche-digitale-bibliothek.de)

Quelle: